# Lose Yourself
"Lose Yourself" er en rap/hiphop/ballade sang fra den amerikanske rapper Eminem, der blev udgivet i 2002. Eminem havde skrevet teksten til sangen. Sangen lå nummer et på den amerikanske Billboard Hot 100 i 12 uger i træk, fra den 9. november 2002 til 1. februar 2003.
Sangen er også med i filmen 8 Mile der Eminem har hovedrollen som B-Rabbit. Den vandt en Oscar for bedste sang i 2002 og en Grammy Award for bedste rapnummer og en Grammy Award for Best Rap Solo Performance i 2004.

## Skriveproces
Sangen blev skrevet af Eminem under en pause i indspilningen af filmen 8 Mile. Han indspillede sangen i et transportabelt studie på filmsettet, hvor han indspillede alle tre vers i første forsøg. Papiret hvorpå han skrev sange, optræden i filmen, i en scenen hvor hans karakter skriver, mens hans sidder i en bus. Dette stykke papir blev solgt på eBay for $10.000.
Sangens lyrik ridser helt præcist baggrundsinformationen op, for Eminems figur, i filmen 8 Mile, B. Rabbit. Det første vers beskriver meget af plottet fra filmen.

## Trackliste
| Lose Yourself CD Single | Lose Yourself CD Single        | Lose Yourself CD Single         | Lose Yourself CD Single       | Lose Yourself CD Single | Lose Yourself CD Single | Lose Yourself CD Single | Lose Yourself CD Single | Lose Yourself CD Single | Lose Yourself CD Single |
| #                       | Titel                          | Sangskriver(e)                  | Producer                      | Længde                  |                         |                         |                         |                         |                         |
| ----------------------- | ------------------------------ | ------------------------------- | ----------------------------- | ----------------------- | ----------------------- | ----------------------- | ----------------------- | ----------------------- | ----------------------- |
| 1.                      | "Lose Yourself"                | M. Mathers, L. Resto, J. Bass   | Eminem, Luis Resto, Jeff Bass | 5:27                    |                         |                         |                         |                         |                         |
| 2.                      | "Renegade" (feat. Jay-Z)       | M. Mathers, S. Carter, L. Resto | Eminem                        | 5:37                    |                         |                         |                         |                         |                         |
| 3.                      | "Lose Yourself" (instrumental) | M. Mathers, L. Resto, J. Bass   | Eminem, Luis Resto, Jeff Bass | 5:29                    |                         |                         |                         |                         |                         |
| 16:33                   |                                |                                 |                               |                         |                         |                         |                         |                         |                         |

## Hitlister and certifikationer
| Hitliste (2002/03)                               | Højeste placering |
| ------------------------------------------------ | ----------------- |
| Australien (ARIA)                                | 1                 |
| Østrig (Ö3 Austria Top 40)                       | 1                 |
| Belgien (Ultratop 50 Flanderen)                  | 1                 |
| Belgien (Ultratop 50 Vallonien)                  | 1                 |
| Canada (Canadian Hot 100)                        | 9                 |
| Holland (Dutch Top 40)                           | 1                 |
| Danmark (Track Top-40)                           | 1                 |
| Finland (Suomen virallinen lista)                | 1                 |
| Frankrig (SNEP)                                  | 3                 |
| Europa (European Hot 100 Singles)                | 1                 |
| Tyskland (Official German Charts)                | 2                 |
| Grækenland (Singlehitliste)                      | 1                 |
| Ungarn (Rádiós Top 40)                           | 1                 |
| Irland (IRMA)                                    | 1                 |
| Italien (FIMI)                                   | 1                 |
| New Zealand (RIANZ)                              | 1                 |
| Norge (VG-lista)                                 | 1                 |
| Portugal (IFPI)                                  | 1                 |
| Rumænien (Singlehitliste)                        | 1                 |
| Sverige (Sverigetopplistan)                      | 1                 |
| Schweiz (Schweizer Hitparade)                    | 1                 |
| Storbritannien Singles (Official Charts Company) | 1                 |
| USA Billboard Hot 100                            | 1                 |
| US Billboard (Hot Modern Rock Tracks)            | 14                |
| USA Hot R&B/Hip-Hop Songs (Billboard)            | 4                 |
| USA Hot Rap Songs (Billboard)                    | 2                 |
| USA Mainstream Top 40 (Billboard)                | 1                 |

| Hitliste (2003)     | Placering |
| ------------------- | --------- |
| Australien          | 2         |
| Østrig              | 6         |
| Belgien (Flandern)  | 16        |
| Belgien (Vallonien) | 7         |
| Dutch Top 40        | 12        |
| Frankrig            | 12        |
| Irland              | 6         |
| New Zealand         | 30        |
| Schweiz             | 12        |

| 2000–2009            | Placering |
| -------------------- | --------- |
| Tyskland             | 44        |
| US Billboard Hot 100 | 29        |

| Land           | Certifikation | Dato               | Certificeret salg |
| -------------- | ------------- | ------------------ | ----------------- |
| Australien     | 4 x Platin    | 2003               | 280.000           |
| Østrig         | Platin        | 14. februar, 2003  | 50.000            |
| Belgien        | Platin        | 8. marts, 2003     | 40.000            |
| Finland        | Guld          | 2003               | 6.304             |
| Frankrig       | Guld          | 21. august, 2003   | 250.000           |
| Tyskland       | Guld          | 2003               | 150.000           |
| Grækenland     | Guld          | 2003               | 10.000            |
| New Zealand    | Platin        | 2003               | 15.000            |
| Norge          | Platin        | 2003               | 10.000            |
| Sverige        | Platin        | 13. maj, 2003      | 20.000            |
| Schweiz        | Platin        | 2003               | 30.000            |
| Storbritannien | Sølv          | 13. december, 2002 | 200.000           |
| USA            | Guld          | 25. oktober, 2004  | 500.000           |